# Fußball in San Marino

Logo Federazione Sammarinese Giuoco Calcio

Fußball ist in San Marino die beliebteste Sportart. Der san-marinesische Fußballverband Federazione Sammarinese Giuoco Calcio wurde bereits 1931 gegründet, jedoch erst 1988 in FIFA und UEFA aufgenommen. Dieser organisiert neben dem seit 1937 ausgetragenen Pokal sowie der seit 1985 ausgetragenen Meisterschaft auch die Nationalmannschaft. Der einzige professionelle Fußballverein des Landes San Marino Calcio nimmt am Spielbetrieb der italienischen Lega Pro Prima Divisione teil.

## Nationalmannschaft

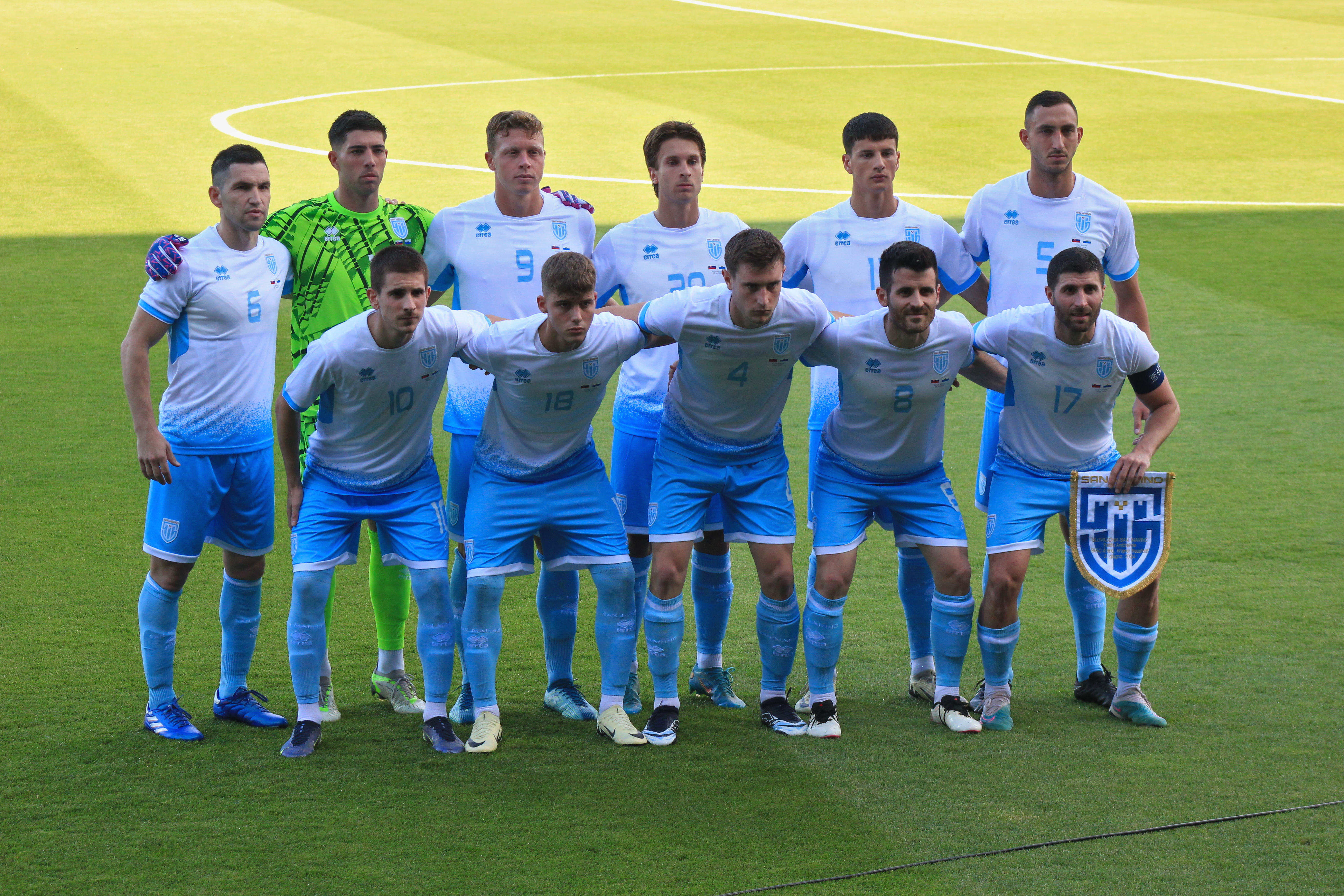
Teamfoto der san-marinesischen Fußballnationalmannschaft zum Spiel gegen die Slowakei (2024)

Die san-marinesische Nationalmannschaft wurde 1986 gegründet und absolvierte 1990 ihr erstes offizielles Länderspiel gegen die Schweiz.
Der Auswahl gelang erst 2004 ihr erster Sieg, mit einem 1:0 in einem Freundschaftsspiel gegen Liechtenstein. Erst 20 Jahre später und nach 140 sieglosen Spielen gelang im September 2024 der zweite Sieg und zugleich erste in einem Pflichtspiel, in der UEFA Nations League, erneut gegen Liechtenstein. In dem gleichen Wettbewerb gewann San Marino im November 2024 mit 1:3 in Liechtenstein, dieses war dann der 3. Sieg. In der FIFA-Weltrangliste wird San Marino als 210. von 210 gelistet (Stand: September 2024).

## Meisterschaft
Rekordmeister der 1985 gegründeten san-marinesischen Liga ist SP Tre Fiori mit acht Titeln.
Bis 1996 war sie in eine untere und eine höhere Spielklasse eingeteilt; seitdem wird die Meisterschaft in zwei gleich hohen Spielzügen und einem Play-off zwischen je drei der besten Mannschaften beider Spielzüge ausgespielt. Zurzeit nehmen acht bzw. sieben Clubs am Spielbetrieb beider Staffeln teil.
Der Meister San Marinos ist für die erste Qualifikationsrunde zur UEFA Champions League spielberechtigt, der Vizemeister und der Drittplatzierte spielen in der 1. Qualifikationsrunde zur UEFA Europa Conference League.

### Meister
- 1985/86: Faetano
- 1986/87: La Fiorita
- 1987/88: Tre Fiori
- 1988/89: Domagnano
- 1989/90: La Fiorita
- 1990/91: Faetano
- 1991/92: Fiorentino
- 1992/93: Tre Fiori
- 1993/94: Tre Fiori
- 1994/95: Tre Fiori
- 1995/96: Libertas
- 1996/97: Folgore/Falciano
- 1997/98: Folgore/Falciano
- 1998/99: Faetano
- 1999/2000: Folgore/Falciano
- 2000/01: Cosmos
- 2001/02: Domagnano
- 2002/03: Domagnano
- 2003/04: Pennarossa
- 2004/05: Domagnano
- 2005/06: Murata
- 2006/07: Murata
- 2007/08: Murata
- 2008/09: Tre Fiori
- 2009/10: Tre Fiori
- 2010/11: Tre Fiori
- 2011/12: Tre Penne
- 2012/13: Tre Penne
- 2013/14: La Fiorita
- 2014/15: Folgore/Falciano
- 2015/16: Tre Penne
- 2016/17: La Fiorita
- 2017/18: La Fiorita
- 2018/19: Tre Penne
- 2019/20: Tre Fiori
- 2020/21: Folgore/Falciano
- 2021/22: La Fiorita
- 2022/23: Tre Penne
- 2023/24: AC Virtus

## Der san-marinesische Pokal
Die erste Austragung des nationalen Pokalwettbewerbs Coppa Titano fand 1937 statt, eine regelmäßige Austragung findet seit den 1950er Jahren statt. Rekordsieger ist mit zehn Siegen AC Libertas.

## Der san-marinesische Supercup
Der Supercup, die Supercoppa di San Marino (bis 2011 Trofeo Federale), wird seit dem Jahr 1986 jährlich ausgespielt. Rekordsieger sind mit je vier Titeln AC Libertas, SP La Fiorita, SP Tre Fiori und SP Tre Penne.